# Marko Ivan Rupnik
Marko Ivan Rupnik, född 28 november 1954 i Idrija i Jugoslavien, är en slovensk präst och mosaikkonstnär. Han har utfört mosaiker för kyrkor i Slovenien, Ungern, Italien och Spanien. År 2023 uteslöts Rupnik ur Jesuitorden för att han vägrade att efterkomma lydnadslöftet.